# Winterkinder
Winterkinder ist ein Weihnachtsalbum für Kinder des deutschen Liedermachers Rolf Zuckowski. Es erschien 1987; spätere Auflagen erschienen mit dem Untertitel Winterkinder … auf der Suche nach Weihnachten. Mit über 1,8 Millionen verkauften Exemplaren gilt Winterkinder als eines der meistverkauften deutschsprachigen Weihnachtsalben. Insbesondere sein bekanntestes Lied, In der Weihnachtsbäckerei, gehört zu den Klassikern der deutschsprachigen Weihnachts-Kinderlieder und wurde vielfach gecovert.

## Hintergrund und Inhalt
Das Album besteht etwa zur Hälfte aus Neukompositionen von Rolf Zuckowski: dem Titellied Winterkinder, Guten Tag, ich bin der Nikolaus, In der Weihnachtsbäckerei, Es schneit, Auf der Suche nach Weihnachten und Wär’ uns der Himmel immer so nah. Die Lieder behandeln Themen rund um die Weihnachts- und Winterzeit. Das Titellied erzählt von der Ungeduld der Kinder, die stundenlang am Fenster stehen und sehnsüchtig den ersten Schnee erwarten. Daran schließt sich inhaltlich Es schneit an, das von den Freuden in einer verschneiten Welt erzählt. In Guten Tag, ich bin der Nikolaus erzählt der Nikolaus aus seinem geschäftigen Alltag. In der Weihnachtsbäckerei schildert den teilweise chaotischen Ablauf des Plätzchenbackens. Zuckowski zufolge entstand das Lied auf einer Konzertreise, nachdem ihm seine Frau am Telefon erzählt hatte, dass sie mit den Kindern Plätzchen backe. Auf der Suche nach Weihnachten handelt von der Vorfreude auf Weihnachten und davon, inmitten des vorweihnachtlichen Trubels die richtige Weihnachtsstimmung zu finden. Wär’ uns der Himmel immer so nah behandelt als einziges Lied auch den religiösen Aspekt des Weihnachtsfestes, allerdings ohne einen eindeutigen Bezug zum christlichen Glauben.
Zuckowskis eigene Lieder werden ergänzt durch traditionelle Weihnachtslieder in Neubearbeitungen von Zuckowski gemeinsam mit John O’Brien-Docker. Wann kommst du, Weihnachtsmann ist eine Nachdichtung des französischen Weihnachtslieds Petit Papa Noël.

## Titelliste
| Nr.          | Titel                                             | Länge |
| ------------ | ------------------------------------------------- | ----- |
| 1.           | Die Weihnachtsspieluhr                            | 0:23  |
| 2.           | Winterkinder                                      | 2:49  |
| 3.           | Guten Tag, ich bin der Nikolaus                   | 2:10  |
| 4.           | Wann kommst du, Weihnachtsmann (Petit Papa Noel)  | 3:26  |
| 5.           | In der Weihnachtsbäckerei                         | 2:52  |
| 6.           | Es schneit                                        | 2:16  |
| 7.           | Auf der Suche nach Weihnachten                    | 3:29  |
| 8.           | Leise rieselt der Schnee                          | 2:11  |
| 9.           | Kling Glöckchen                                   | 2:14  |
| 10.          | Ihr Kinderlein kommet                             | 2:36  |
| 11.          | Unterm Tannenbaum (O Tannenbaum / O du fröhliche) | 3:06  |
| 12.          | Gloria (Hört ihr, wie die Engel singen)           | 2:51  |
| 13.          | Wär’ uns der Himmel immer so nah                  | 3:58  |
| Gesamtlänge: | Gesamtlänge:                                      | 34:25 |

## Weitere Bearbeitungen
Drei Lieder des Albums (Auf der Suche nach Weihnachten, In der Weihnachtsbäckerei und Wär’ uns der Himmel immer so nah) erschienen in einer neuen Interpretation des schwedischen Pianisten Martin Tingvall auf dem 2017 veröffentlichten, eher an Erwachsene gerichteten Album Wär’ uns der Himmel immer so nah – Rolf Zuckowski trifft Martin Tingvall.
Das 2019 veröffentlichte Kinder-Musical Die Weihnachtsbäckerei enthält mehrere Lieder des Albums: Guten Tag, ich bin der Nikolaus, Winterkinder, Es schneit und In der Weihnachtsbäckerei sowie eine Weihnachtsbäckerei-Orchester-Suite.
Von In der Weihnachtsbäckerei gibt es mehrere Coverversionen, unter anderem von Helene Fischer, die das Lied für ihr Album Weihnachten mit dem Royal Philharmonic Orchestra aufnahm, sowie von Wolfgang Petry und Otto Waalkes.

## Rezensionen
Stephan Imming von schlager.de bezeichnete das Album als „legendär“, während Universal Music das Album als „Dauerbrenner“ betitelt.

## Kommerzieller Erfolg

### Chartplatzierungen
Obwohl Winterkinder bereits im Jahr 1987 erschien, schaffte es das Album erstmals in der Chartwoche vom 13. Dezember 2004 in die deutschen Albumcharts. Nachdem sich das Album in der folgenden Weihnachtsperiode 2005/06 erneut platzieren konnte, folgte zunächst eine Pause, ehe sich das Album seit der Periode 2010/11 fortan jedes Jahr wieder in den Charts platziert. Die beste Platzierung erreichte Winterkinder mit dem 15. Rang in der Chartwoche vom 27. Dezember 2024. Bislang platzierte sich das Album über 60 Wochen in den Top 100.
| Periode   | Höchstplatzierung, GesamtwochenChartplatzierungen (Periode, Platzierungen, Wochen) | Höchstplatzierung, GesamtwochenChartplatzierungen (Periode, Platzierungen, Wochen) |
| Periode   | DE                                                                                 | AT                                                                                 |
| --------- | ---------------------------------------------------------------------------------- | ---------------------------------------------------------------------------------- |
| 2004/05   | DE65 (2 Wo.)DE                                                                     | —                                                                                  |
| 2005/06   | DE64 (3 Wo.)DE                                                                     | —                                                                                  |
|           |                                                                                    |                                                                                    |
|           |                                                                                    |                                                                                    |
| 2010/11   | DE59 (4 Wo.)DE                                                                     | —                                                                                  |
| 2011/12   | DE76 (3 Wo.)DE                                                                     | —                                                                                  |
| 2012/13   | DE59 (2 Wo.)DE                                                                     | —                                                                                  |
| 2013/14   | DE76 (2 Wo.)DE                                                                     | —                                                                                  |
| 2014/15   | DE80 (2 Wo.)DE                                                                     | —                                                                                  |
| 2015/16   | DE83 (2 Wo.)DE                                                                     | —                                                                                  |
| 2016/17   | DE82 (2 Wo.)DE                                                                     | —                                                                                  |
| 2017/18   | DE49 (6 Wo.)DE                                                                     | —                                                                                  |
| 2018/19   | DE58 (4 Wo.)DE                                                                     | —                                                                                  |
| 2019/20   | DE61 (5 Wo.)DE                                                                     | —                                                                                  |
| 2020/21   | DE34 (6 Wo.)DE                                                                     | —                                                                                  |
| 2021/22   | DE48 (6 Wo.)DE                                                                     | —                                                                                  |
| 2022/23   | DE40 (6 Wo.)DE                                                                     | —                                                                                  |
| 2023/24   | DE25 (5 Wo.)DE                                                                     | —                                                                                  |
| 2024/25   | DE15 (6 Wo.)DE                                                                     | AT62 (1 Wo.)AT                                                                     |
| Insgesamt | DE15 (66 Wo.)DE                                                                    | AT62 (1 Wo.)AT                                                                     |

### Auszeichnungen für Musikverkäufe
2012 bekam Winterkinder für über 1,5 Millionen verkaufte Einheiten eine dreifache Platin-Schallplatte verliehen, damit zählt es zu den meistverkauften Musikalben des Landes. Zuvor erreichte das Album Fünffach-Gold im Jahr 2002, Doppelplatin im Jahr 1997 sowie Platin-Status im Jahr 1994. Winterkinder ist neben Weihnachten mit Heintje von Heintje das meistverkaufte Weihnachtsalbum in Deutschland. Als eines der meistverkauften deutschsprachigen Weihnachtsalben wurde das Album 2012 ins Guinness-Buch der Rekorde eingetragen. Die Rekordurkunde nahm Zuckowski am 1. Dezember 2012 in der Sendung Das Adventsfest der 100.000 Lichter entgegen. Quellen zufolge soll sich das Album weltweit über 1,8 Millionen Mal verkauft haben.
| Land/Region        | Auszeichnungen für Musikverkäufe (Land/Region, Auszeichnung, Verkäufe) | Verkäufe  |
| ------------------ | ---------------------------------------------------------------------- | --------- |
| Deutschland (BVMI) | 3× Platin                                                              | 1.500.000 |
| Insgesamt          | 3× Platin ·                                                            | 1.500.000 |